# Těchobuz
Těchobuz (en allemand : Tiechobus) est une commune du district de Pelhřimov, dans la région de Vysočina, en République tchèque. Sa population s'élevait à 73 habitants en 2024.

## Géographie
Těchobuz se trouve à 7 km au nord-ouest de Pacov, à 23 km à l'ouest-nord-ouest de Pelhřimov, à 49,5 km à l'ouest-nord-ouest de Jihlava à 74 km au sud-est de Prague.
La commune est limitée par Smilovy Hory et Mezilesí au nord, par Salačova Lhota à l'est, par Pacov au sud-est et au sud, et par Zadní Střítež et Pojbuky à l'ouest.

## Histoire
La première mention écrite de la localité date de 1352.

## Transports
Par la route, Těchobuz se trouve à 8,5 km de Pacov, à 29 km de Pelhřimov, à 60 km de Jihlava à 94 km de Prague.

## Galerie

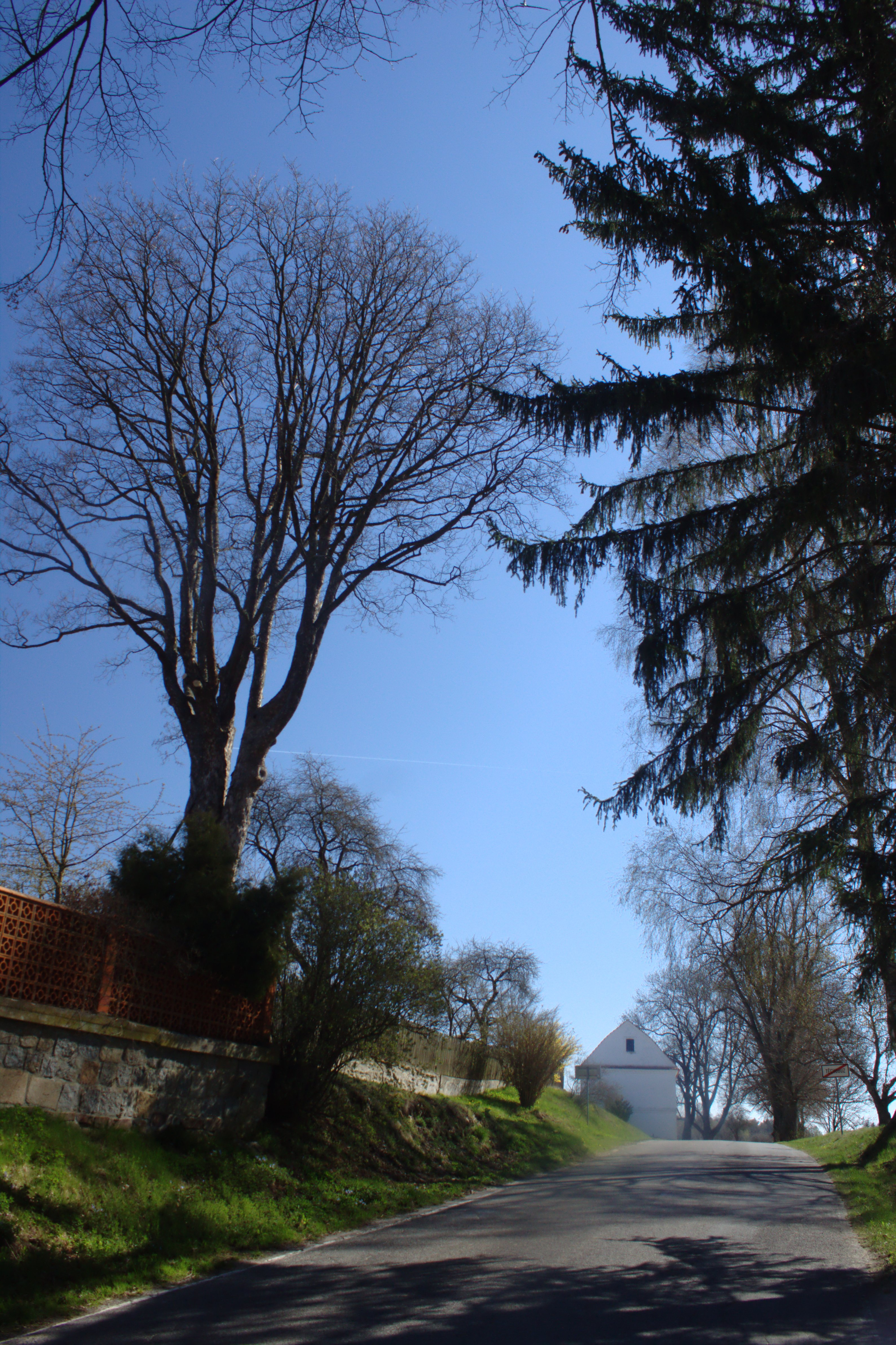
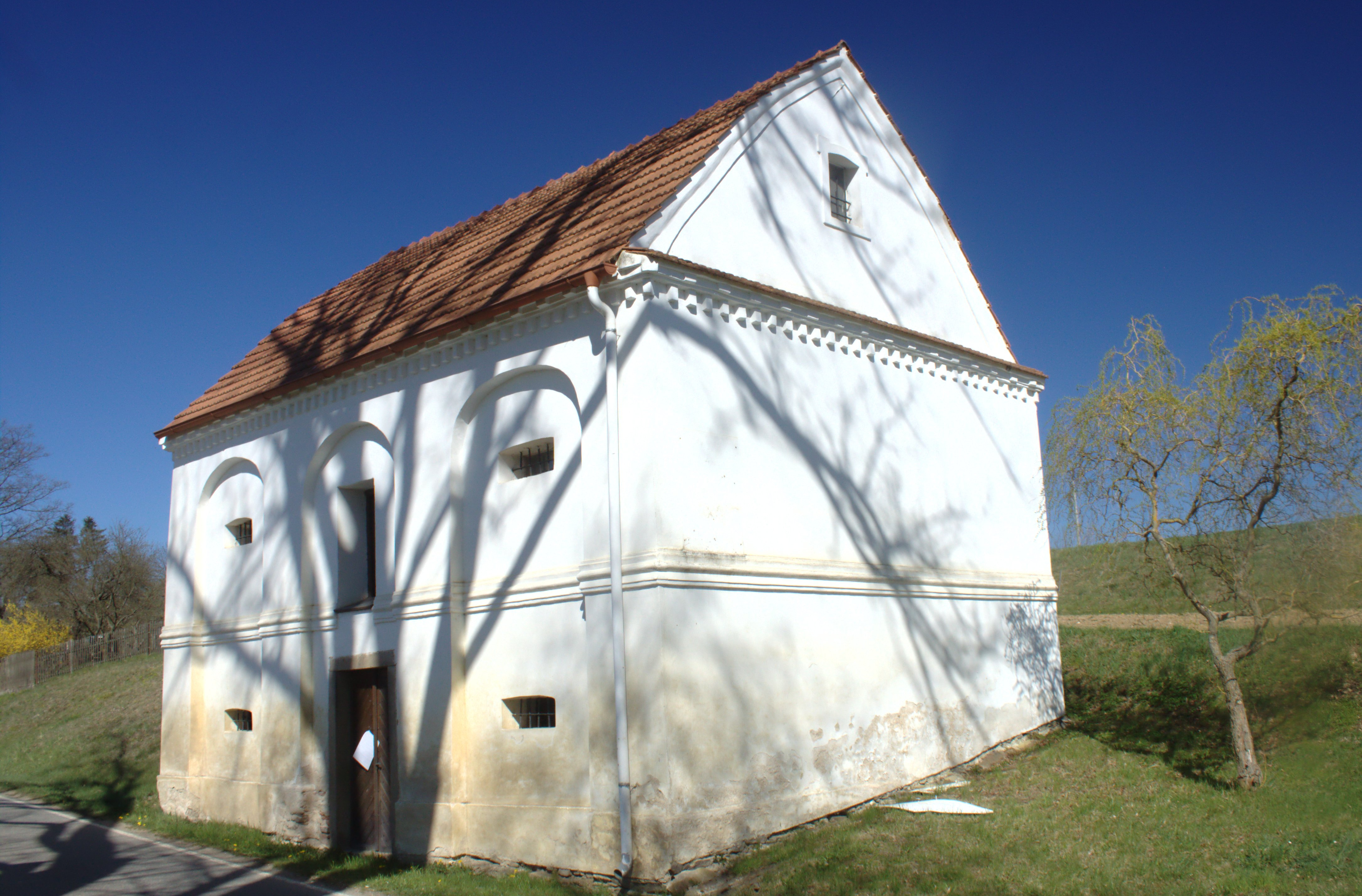
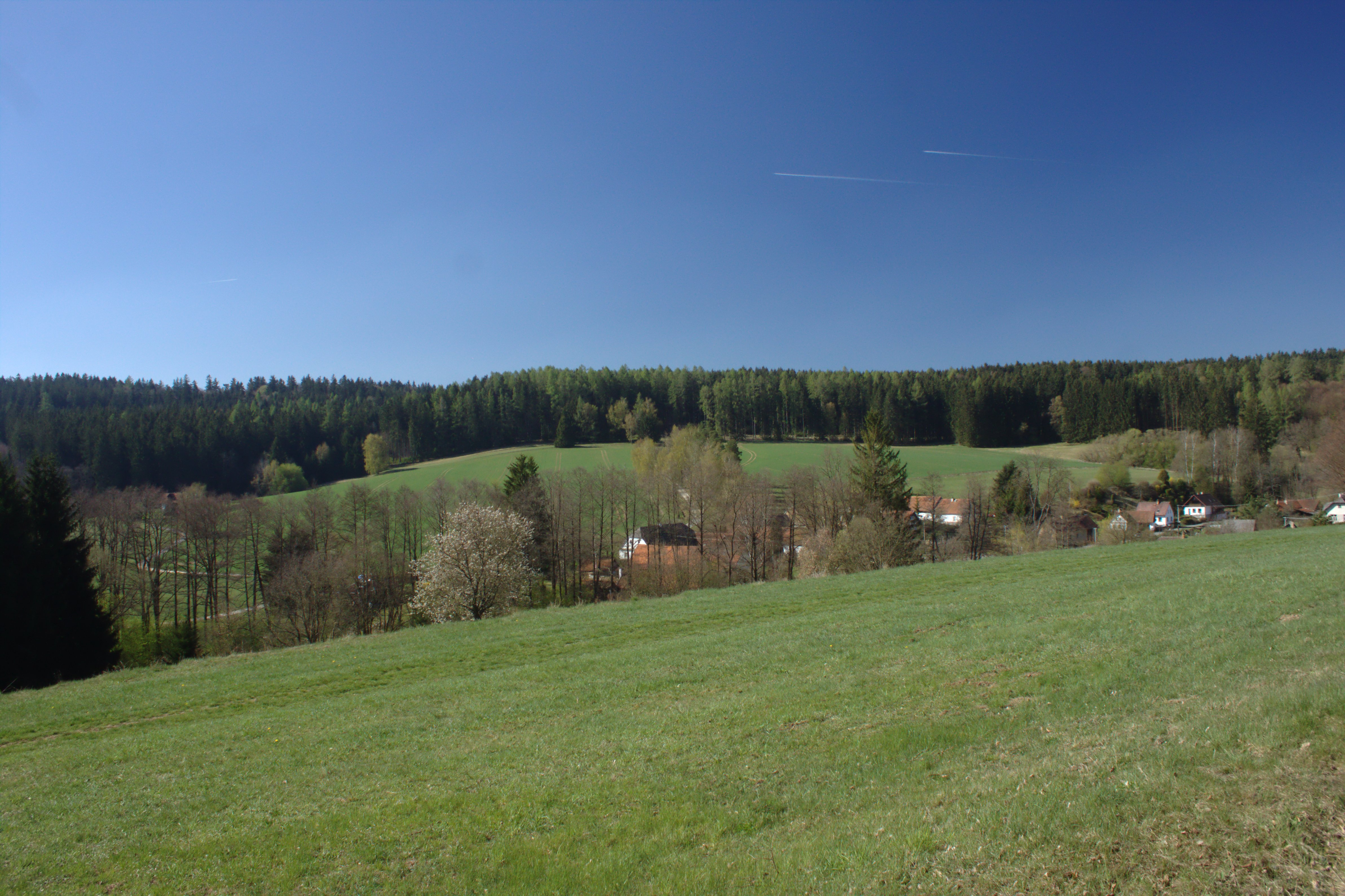
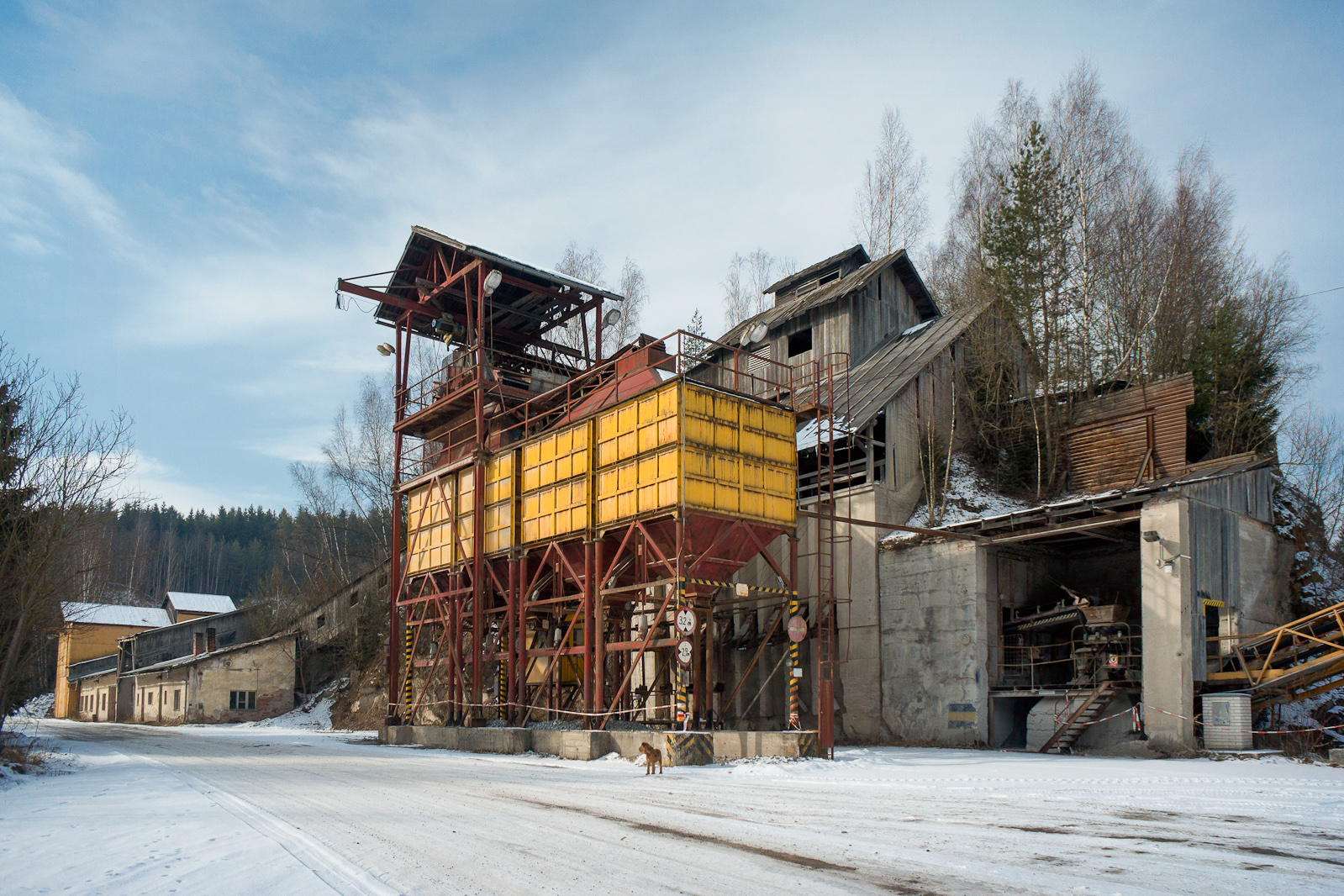